# Muschampia
Muschampia este un gen de fluturi din familia Hesperiidae. 

## Specii
- Muschampia cribrellum
- Muschampia leuzeae
- Muschampia mohammed
- Muschampia proto
- Muschampia tessellum